# إتبلاست
إتبلاست هو أداة مجانية مصممة للبحث في قواعد البيانات، مثل مدلين (للأدب) وكريسب (للمنح)، وتحديد وثائق مشابهة لطلب البحث الخاص بك. أولا، يدخل المستخدمون أجزاء كاملة من النص (بدلا من الكلمات الرئيسية فقط)، مثل المخطوطات الخاصة بهم، وقسم المناقشة من عمل سبق نشره من قبل الزملاء، أو الأهداف المحددة من اقتراح منحة. بعد ذلك، يستخدم إتبلاست معالجة اللغة الطبيعية، وترجيح الكلمات الرئيسية، ومحاذاة الجملة لإخراج قائمة بالمقالات أو المنح مرتبة حسب الصلة بالنص الأصلي. ويمكن تنظيم النتائج من أجل:
```
البحث عن خبير من خلال تحديد الكتاب غزير على موضوع الاستعلام.
```

```
البحث عن مجلة عن طريق تحديد المجلات التي تنشر على نطاق واسع في موضوع الاستعلام؛
```

```
عرض سجل النشر من خلال توفير معلومات حول نشاط النشر الأخير في موضوع الاستعلام.
```

## اهميتها
يهدف إتبلاست لمساعدة المستخدم بسرعة للعثور على المراجع، وتقييم الجودة، والعثور على الخبراء والمجلات في منطقة موضعية معينة وتتبع شعبية الموضوع كما هو محدد من قبل الاستعلام المستخدم. هناك أيضا المعلومات الموجودة ضمن النتائج كمجموعة، بالإضافة إلى تلك الموجودة داخل «يضرب» الفردية. يمكن إتبلاست أيضا استنتاج هيبوثيس ممكن من التفتيش من الكلمات الضمنية الموجودة داخل أعلى «يضرب» الأكثر مماثلة. يتم عرض مصفوفة التشابه وخريطة الحرارة أيضا لأكثر «يضرب» مماثلة.

## روابط خارجية
- eTBLAST
- "NetWatch". Science. ج. 304 ع. 5673: 935. 2004. DOI:10.1126/science.304.5673.935b. مؤرشف من الأصل في 2015-09-24.